# Tornike Kipiani
Tornike Kipiani (georgisch თორნიკე ყიფიანი; * 11. Dezember 1987 in Tiflis) ist ein georgischer Sänger.

## Leben
Im Jahre 2014 gewann er die erste Staffel der georgischen Version von The X Factor; seine Mentorin war Tamta. Er nahm im Jahre 2017 zusammen mit Giorgi Bolotashvili und dem Lied You Are My Sunshine an der georgischen Vorauswahl zum Eurovision Song Contest teil und belegte Platz 23 von 25. Am 31. Dezember 2019 gewann Kipiani das Finale der Talentshow Georgian Idol und sollte am Eurovision Song Contest 2020 teilnehmen. Am 3. März 2020 wurde das Lied Take Me as I Am, mit dem er teilnehmen wollte, mit dem dazugehörigen Musikvideo im georgischen Fernsehen erstmals gezeigt. Der Wettbewerb musste aber am 18. März 2020 aufgrund der COVID-19-Pandemie abgesagt werden. Nun durfte er mit dem Song You beim Eurovision Song Contest 2021 starten. Nach der Teilnahme am zweiten Halbfinale erreichte er den vorletzten Platz und nicht das Finale.

## Diskografie

### Alben
- 2016: Luck

### Singles
- 2017: You Are My Sunshine (mit Giorgi Bolotashvili)
- 2020: Take Me as I Am
- 2021: You